# Spiradiclis tomentosa
Spiradiclis tomentosa är en måreväxtart som beskrevs av Ding Fang och D.H.Qin. Spiradiclis tomentosa ingår i släktet Spiradiclis och familjen måreväxter. Inga underarter finns listade i Catalogue of Life.